# Effet Barnum
Pour les articles homonymes, voir Barnum.

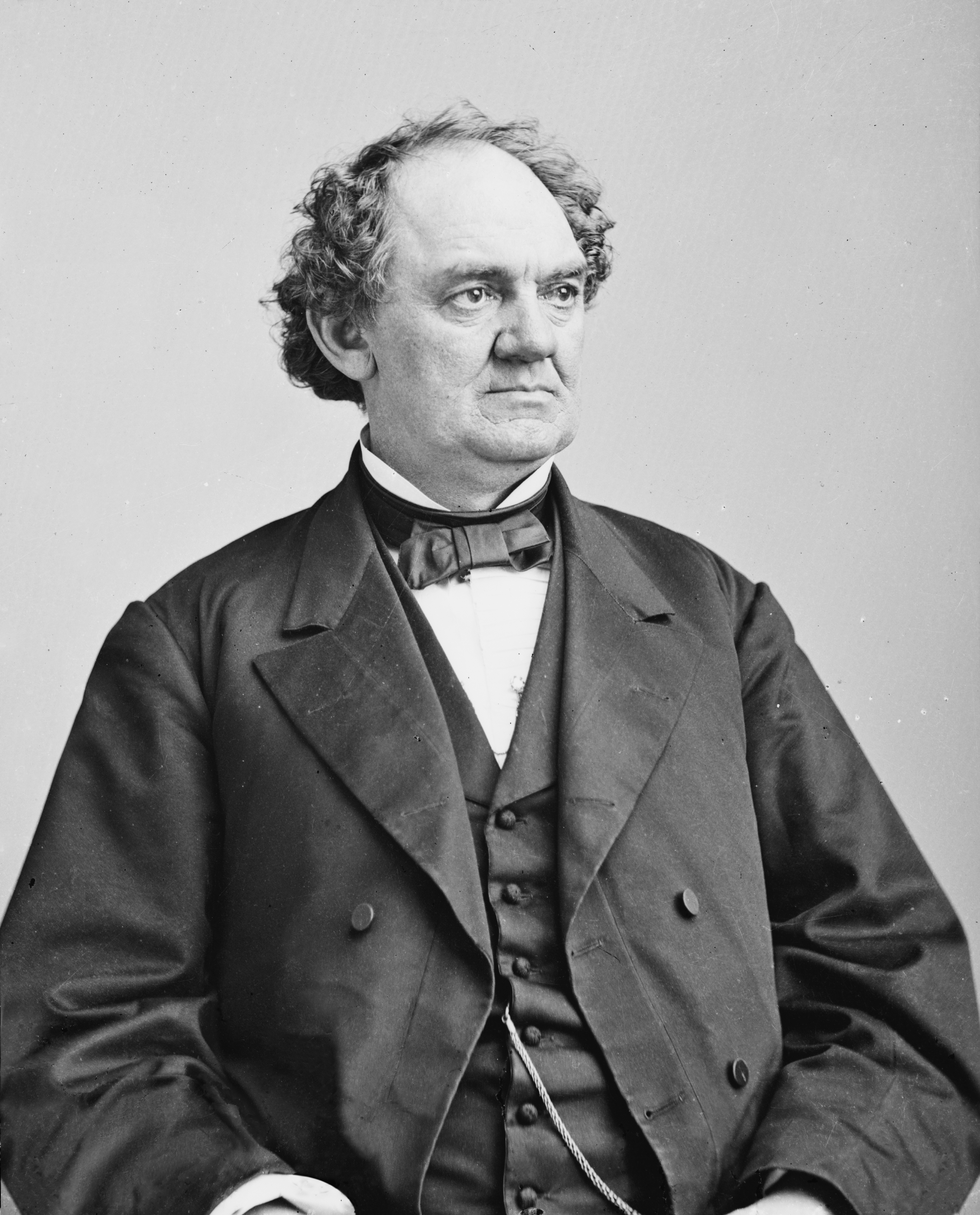
L'effet Barnum vient de l'homme de cirque Phineas Taylor Barnum, célèbre pour ses talents de manipulateur

L’effet Barnum, « effet Forer », « effet de validation subjective » ou « effet de validation personnelle », ou encore « effet puits », est un biais cognitif induisant toute personne à accepter une vague description de la personnalité comme s'appliquant spécifiquement à elle-même.

## Origine du nom
En 1956, Paul E. Meehl invente le nom d'« effet Barnum » pour baptiser le biais cognitif théorisé quelques années plus tôt par le psychologue Bertram Forer. Cette appellation s'appuie sur un article inédit du psychologue américain Donald G. Paterson au sujet des « descriptions de la personnalité à la manière de P. T. Barnum », faisant référence au directeur de cirque Phineas Taylor Barnum.

## Histoire
En 1948, le psychologue Bertram Forer soumet ses étudiants à un test de personnalité. Comme analyse personnalisée, il n'utilise pas les résultats du test, mais remet à chacun la même description construite à partir d'un recueil d'horoscopes :

« Vous avez besoin d'être aimé et admiré, et pourtant vous êtes critique avec vous-même. Vous avez certes des points faibles dans votre personnalité, mais vous savez généralement les compenser. Vous avez un potentiel considérable que vous n'avez pas encore utilisé à votre avantage. À l'extérieur vous êtes discipliné et vous savez vous contrôler, mais à l'intérieur vous tendez à être préoccupé et pas très sûr de vous-même. Parfois vous vous demandez sérieusement si vous avez pris la bonne décision ou fait ce qu'il fallait. Vous préférez une certaine dose de changement et de variété, et devenez insatisfait si on vous entoure de restrictions et de limitations. Vous vous flattez d'être un esprit indépendant ; et vous n'acceptez l'opinion d'autrui que dûment démontrée. Vous avez trouvé qu'il était maladroit de se révéler trop facilement aux autres. Par moments vous êtes très extraverti, bavard et sociable, tandis qu'à d'autres moments vous êtes introverti, circonspect et réservé. Certaines de vos aspirations tendent à être assez irréalistes. »

Il demande ensuite à chaque étudiant de noter la pertinence de l'évaluation de sa personnalité sur une échelle de 0 (médiocre) à 5 (excellent). La moyenne a été de 4,26. Reconduite, l'expérience donne des résultats similaires.
Les psychologues Dickson et Kelly poursuivent ensuite les recherches sur cet effet, faisant notamment ressortir que l'évaluation de la pertinence augmente selon différents facteurs, notamment :
- la persuasion du sujet que l'analyse s'appliquait à lui seul ;
- la reconnaissance par le sujet d'une autorité de l'évaluateur ;
- la présence dans l'analyse de traits majoritairement positifs.

Henri Broch, qui le nomme « effet puits », le pratique sur ses étudiants en utilisant le texte suivant :

« Vous avez besoin que les autres personnes vous aiment et vous admirent mais vous êtes tout de même apte à être critique envers vous même. Bien que vous ayez quelques faiblesses de caractère, vous êtes généralement capable de les compenser. Vous possédez de considérables capacités non employées que vous n'avez pas utilisées à votre avantage. Quelques-unes de vos aspirations ont tendance à être assez irréalistes. Discipliné et faisant preuve de self-control extérieurement, vous avez tendance à être soucieux et incertain intérieurement. Quelquefois vous avez même de sérieux doutes quant à savoir si vous avez pris la bonne décision. Vous préférez un petit peu de changement et de variété et êtes insatisfait lorsque vous êtes bloqué par des restrictions ou des limitations. Parfois vous êtes extraverti, affable et sociable alors que d'autres fois vous êtes introverti, prudent et réservé. Vous êtes également fier de vous-même en tant que penseur indépendant et n'acceptez pas les déclarations des autres sans preuve satisfaisante. Vous trouvez imprudent d'être trop franc en vous révélant vous-même aux autres. »

La détection d'un tel effet (et d'autres semblables) est pour lui une des armes majeures de la zététique, qui combat les pseudo-sciences.

## Applications
L'effet Barnum peut s'appliquer notamment dans le cadre :
- de l'astrologie ;
- de la cartomancie ;
- de la graphologie ;
- de la numérologie ;
- de la voyance ;
- du mentalisme ;
- de nombreuses typologies présentant les personnalités ;
- de pseudo-thérapies ;
- de pseudo-sciences en général ;
- de la politique[réf. nécessaire][9] ;
- de la séduction.